# 竹上常三郎
竹上 常三郎（たけがみ つねさぶろう、1872年12月9日〈明治5年11月9日〉- 没年不詳）は、大日本帝国陸軍軍人。最終階級は陸軍中将。功四級。旧姓・大橋。

## 経歴
茨城県、後の古河町（現古河市）出身。大橋力蔵の二男として生まれ、竹上寅吉の養子となり家督を相続した。
1894年（明治27年）7月、陸軍士官学校（5期）を卒業し、同年9月、陸軍歩兵少尉に任官。1897年（明治30年）12月、陸軍大学校（14期）に入学し、1900年（明治33年）12月に卒業して士官学校に配属された。日露戦争では第7師団参謀として出征した。
以後、第17師団参謀などを経て、1914年（大正3年）8月、歩兵大佐に進み陸軍省人事局補任課長に就任。歩兵第51連隊長、参謀本部庶務課長を経て、1918年（大正7年）8月、陸軍少将に昇進し陸大幹事となる。
陸軍省人事局長を経て、 1923年（大正12年）8月、陸軍中将に進み旅順要塞司令官に就任。1924年（大正13年）2月、第19師団長に転じ、さらに1926年（大正15年）7月、第12師団長に転じた。1928年（昭和3年）3月、待命となり、同年同月予備役に編入された。1939年（昭和14年）4月1日に退役した。
戦後、1947年（昭和22年）11月28日、公職追放仮指定を受け、1952年（昭和27年）3月4日に解除された

## 親族
- 養子 竹上清彦（吉田豊彦陸軍大将3男）[4]